# کنتور آب

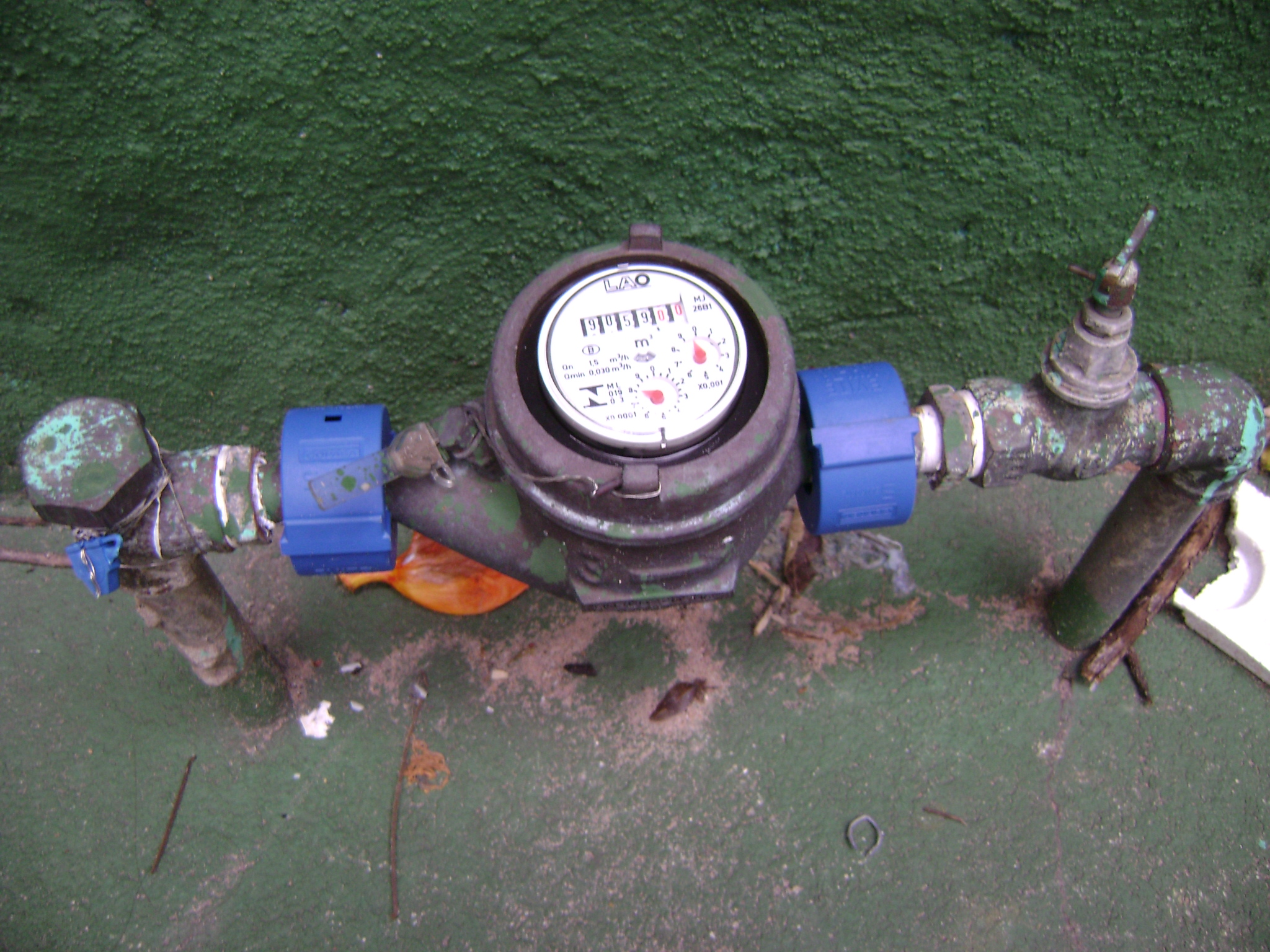
نمونه‌ای از کنتور آب

کنتور آب وسیله‌ای برای اندازه‌گیری مقدار آبی که از لوله عبور کرده، یا به عبارت دیگر، از ابزارهای سنجش جریان و وسیله‌ای برای به‌دست‌آوردن مقدار آب مصرفی است.
به‌وطور خلاصه، مقداری را که کنتور نمایش می‌دهد، دِبی کل می‌گویند. واحد متداول اندازه‌گیری برای کنتور آب لیتر است؛ در برخی موارد از متر مکعب نیز استفاده می‌شود.

## نحوهٔ کار
کنتورها معمولاً به شکل کُره یا شبیه به کُره هستند (در هر صورت باید قابل اندازه‌گیری هندسی و به گونه‌ای باشد که مایع بتواند در آن به گردش دربیاید)، و در داخل مخزن آن یک پروانه با چهار تیغه (پره) قرار دارد که به یک نمایش‌گر متصل است. از یک سمت، آب وارد مخزن می‌شود و تیغه‌ها را به چرخش درمی‌آورَد. پس از چرخش تیغه‌ها نسبت به حجم مخزن (مثلاً اگر حجم مخزن یک‌دهم لیتر است، بیش از ۱۰ دور چرخش) در نمایشگر کنتور یک عدد اضافه می‌شود که به‌معنی عبور یک لیتر است.
باید توجه شود که تیغه‌ها حجم بسیار کمی را اشغال می‌کنند.
در سال 1395 تیمی از پژوهشگران دانشگاه صنعتی شریف در مرکز رشد فناوری های پیرفته دانشگاه صنعتی شریف موفق شدند برای اولین بار در کشور کنتورهای دیجیتال آلتراسونیک آب را به مرحله تولید برسانند همچنین این تیم برای اولین بار در جهان توانست کنتورهای دیجیتال مبتنی بر اینترنت اشیاء با قابلیت اتصال به اپلیکیشن را وارد بازار نمایید.